# D’horn
D’horn [dɔʁn] ist ein Ortsteil der Gemeinde Langerwehe im Kreis Düren, Nordrhein-Westfalen.

## Lage
Der Ort liegt östlich des Hauptortes Langerwehe am Meroder Wald. Nachbarorte sind Schlich, Merode, Konzendorf, Obergeich und Geich. D’horn liegt auf der Echtzer Lößplatte.

## Geschichte
D’horn ist eine typisch fränkische Dorfanlage, wie sie früher neben den Rodungsgebieten an großen Wäldern erbaut wurden. Der Name des Ortes wird auf das althochdeutsche dorn für „Wald“ zurückgeführt.

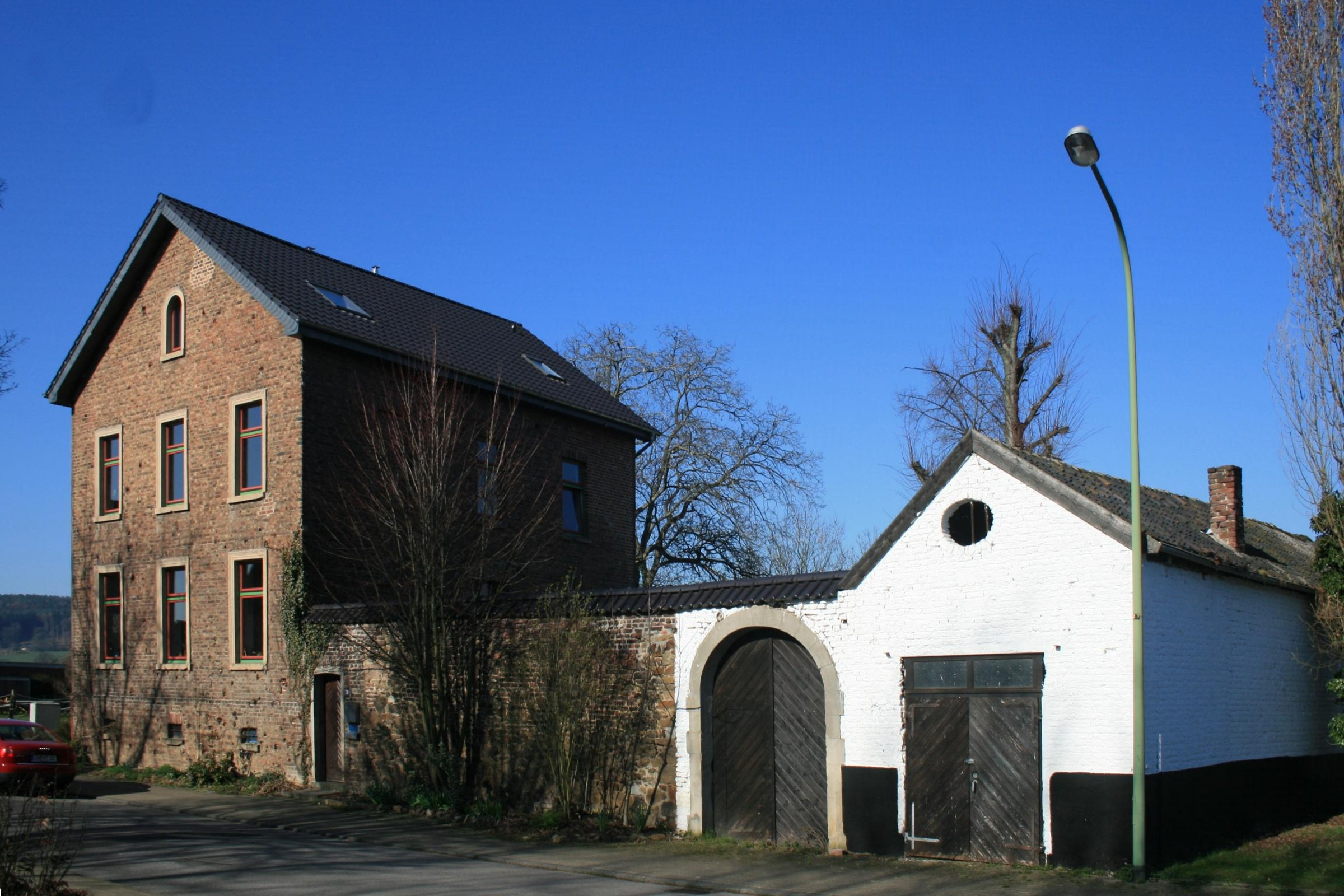
Ehemaliges Pastorat

Aus einer Gutskapelle des Palanderhofes entstand im 15. Jahrhundert eine Kirche, die zuletzt eine dreischiffige Anlage war. Im Zweiten Weltkrieg wurde die Kirche völlig zerstört und nicht wieder aufgebaut. 1954 wurde in den Grundmauern ein Gedenkaltar erbaut der heute unter Denkmalschutz steht. Das ehemalige Pastorat der Kirche ist erhalten.
Im Jahr 1799 wohnten in D’horn 14 katholische Familien sowie der Pfarrer. Insgesamt waren es 35 Personen über 12 Jahre und 11 Personen unter 12 Jahre.
Von etwa 1800 bis zum 31. Dezember 1971 gehörten D’horn sowie Konzendorf, Obergeich, Schlich, Merode, Echtz und Geich als sogenannte „Herrschaft“ zum Amt Echtz. Das Amt gehörte ab 1816 zu Preußen. Das Rathaus des Amtes Echtz befand sich zeitweise in D’horn.
Am 1. Juli 1969 wurden die Gemeinden Merode und Schlich-D’horn zur neuen Gemeinde D’horn zusammengeschlossen.
Am 1. Januar 1972 wurde das Amt Echtz aufgelöst. Die Gemeinde Echtz-Konzendorf kam zu Düren. Die Gemeinden D’horn und Geich-Obergeich wurden nach Langerwehe eingemeindet (siehe Aachen-Gesetz).

## Verkehr, Bahn, Busse
Am Ortsrand verläuft die Bahnstrecke Köln – Düren – Aachen. Nächste Bahnhöfe sind Langerwehe und Düren. In einiger Entfernung zum Ort verläuft die Bundesstraße 264 zwischen Düren und Langerwehe.
Der öffentliche Personennahverkehr wird durch die Busse des Rurtalbus mit den Linien 237 und 297 sichergestellt. Bis zum 31. Dezember 2019 wurde der Busverkehr vom BVR Busverkehr Rheinland betrieben. Zudem verkehren einzelne Fahrten der Linie 266 und 296. Es verkehrt zudem die Nachtbuslinie N4.
| Linie | Verlauf |
| ----- | --- |
| 237   | Düren Bf/ZOB – StadtCenter – (Mariaweiler Gesamtschule –) Mariaweiler – Echtz Badesee – Echtz – Geich – Obergeich – D’horn – (Schlich –) Merode – Pier – Jüngersdorf – Langerwehe Markt – Langerwehe Bf       |
| 266   | (Verstärkerfahrten) Langerwehe – Schlich Grundschule |
| 296   | Düren Bf/ZOB – StadtCenter – Kaiserplatz – Gürzenich – Derichsweiler – Schlich – Merode – Pier – Jüngersdorf – Langerwehe Holzstr. – Langerwehe Bf – Luchem – Inden/Altdorf – Lamersdorf – Lucherberg / Frenz |
| 297   | Düren Bf/ZOB – StadtCenter – Gürzenich – D’horn Rothaus – Obergeich – Langerwehe Markt – Langerwehe Bf |
| N4    | Nachtbus: nur in den Nächten Fr/Sa und Sa/So Düren Bf/ZOB → Kaiserplatz → Mariaweiler → Schophoven → Inden/Altdorf → Lamersdorf → Langerwehe → Gürzenich                                                      |

## Persönlichkeiten
- Peter Münstermann (* 1956), deutscher Politiker (SPD)

## Sonstiges
Die katholische Pfarrgemeinde St. Martinus betreibt in Merode einen Kindergarten.